# Richard James Horatio Gottheil
Richard James Horatio Gottheil (Manchester, 13 ottobre 1862 – 22 maggio 1936) è stato un ebraista statunitense di origine ebraica.
Fondatore della confraternita greca Zeta beta tau del City College di New York, aderì al movimento sionista e fu uno dei redattori della Jewish Encyclopedia.

## Biografia
Si trasferì negli Stati Uniti all'età di 11 anni quando suo padre, Gustav Gottheil, accettò una posizione come assistente rabbino del tempio Emanu-El, il più grande tempio dell'Ebraismo riformato a New York. Nel 1881 si laureò al Columbia College e cinque anni più tardi conseguì il dottorato a Lipsia.
Dal 1898 al 1904 fu presidente della Federazione dei sionisti americana, collaborando con Stephen Samuel Wise e Jacob De Haas come segretari organizzativi. Sebbene desiderasse sempre tornare alla tranquilla vita accademica, Gottheil partecipò al secondo congresso sionista a Basilea stabilendo relazioni con Theodor Herzl e Max Nordau.
(Louis Lipsky, Memoirs in Profile, Jewish Publication Society of America, 1975, p. 213.)
Gottheil praticamente svanì dal movimento sionista per il resto della sua vita, pur continuando a scrivere e sostenerne l'ideologia, senza assumere altri ruoli di leadership.

Nel 1901 divenne redattore della Jewish Encyclopedia e, tre anni dopo, divenne vicepresidente della American Jewish Historical Society. Gottheil scrisse molti articoli e recensioni di testi relativi alle questioni orientali ed ebraiche, fu il curatore della Columbia University Oriental Series e della Semitic Study Series. Scrisse il capitolo sul sionismo che fu tradotto in arabo da Najib Nassar per il giornale Al-Karmil, da lui diretto, e pubblicato come libro nel 1911.
Sposato con Emma L. Gottheil, morì il 22 maggio 1936.